# Chiesa di San Silvestro (Sorbolo Mezzani)
La chiesa di San Silvestro è un luogo di culto cattolico dalle forme neoclassiche situato in piazza Guglielma Negri a Casale, frazione di Sorbolo Mezzani, in provincia e diocesi di Parma; è sede di una parrocchia compresa nella zona pastorale della Bassa.

## Storia
La chiesa di Casale viene citata per la prima volta in una bolla del 17 marzo 1144 in cui papa Lucio II confermava all'abbazia di San Giovanni Evangelista il possesso dell'Ecclesiam Sancti Silvestri de Insula. Nel 1230 l'edificio risultava essere nel territorio della pieve di Colorno pur continuando a dipendere dal monastero parmigiano. Questa dipendenza viene confermata in documenti del 1354. Altri testi del 1494 confermano che il sacerdote continuava a essere nominato dal monastero di San Giovanni Evangelista. Risulta invece essere divenuta una parrocchia prima del 1564, a quell'epoca altri tre sacerdoti risiedevano nel territorio.
Non sono note le date in cui furono edificate ma durante i secoli si sono succedute tre diverse costruzioni. In epoca carolingia esisteva un piccolo edificio religioso le cui fondamenta si trovano all'interno del perimetro della chiesa attuale.

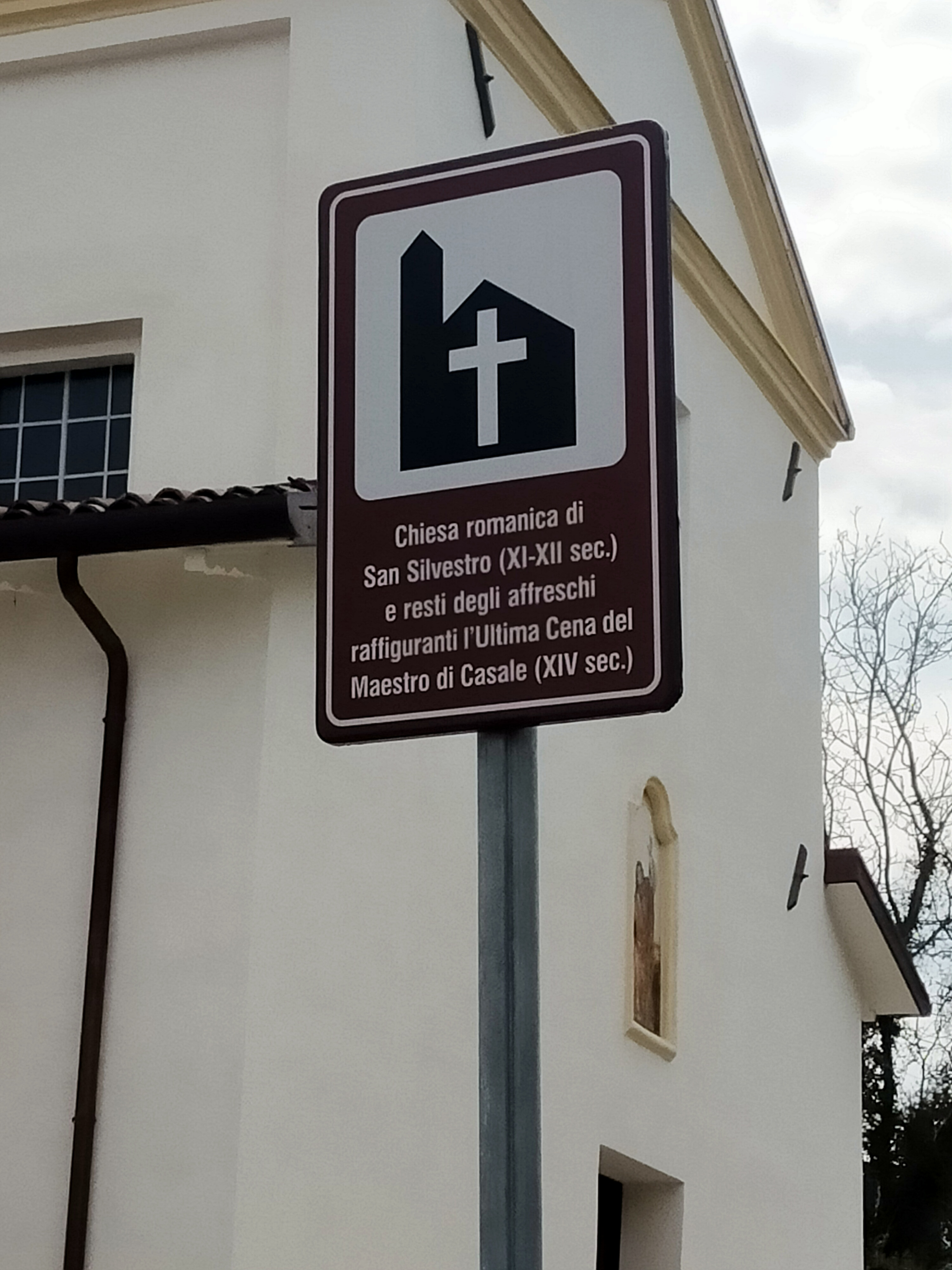
Cartello illustrativo nei pressi della chiesa

In seguito venne realizzata una chiesa medievale a navata unica dotata di tre absidi. Durante i lavori di consolidamento, successivi al terremoto del 2012, le indagini effettuate non hanno rilevato tracce di eventuali colonne che dividessero l'ambiente in più navate. Si trattava di una chiesa affrescata, di cui sono giunti a noi solo alcuni brani dei dipinti che la ornavano. Di essi sono visibili una figura sulla parete a sud della chiesa un tempo identificata con San Sebastiano e i resti di un'ultima cena sulla parete a sinistra dell’altare scoperti in occasione dei recenti restauri. Gli affreschi sono databili tra fine del XIV e inizio del XV secolo, l’autore è ignoto. Questi dipinti fanno ritenere che la chiesa all’epoca avesse una certa importanza, forse sul percorso di vie di pellegrini che qui transitavano nei pressi del Po. La presenza di questi affreschi è documentata dalla relazione effettuata da Giovan Battista Castelli giunto in visita apostolica nel 1578. L’ecclesiastico citava questi affreschi come rovinati e consunti dal tempo. La chiesa era buia e sprovvista di finestre. Il pavimento del tempio era ancora in terra battuta, in alcuni punti sfondato e nel tetto vi erano perdite che lasciano filtrare l’acqua piovana. Castelli raccomandava interventi urgenti e modifiche alla chiesa per renderla maggiormente fruibile e consona ai nuovi dettami della Controriforma, richiese di dipingere l'immagine di San Silvestro sopra la porta di ingresso dell'edificio e che gli affreschi medievali venissero restaurati o imbiancati. 

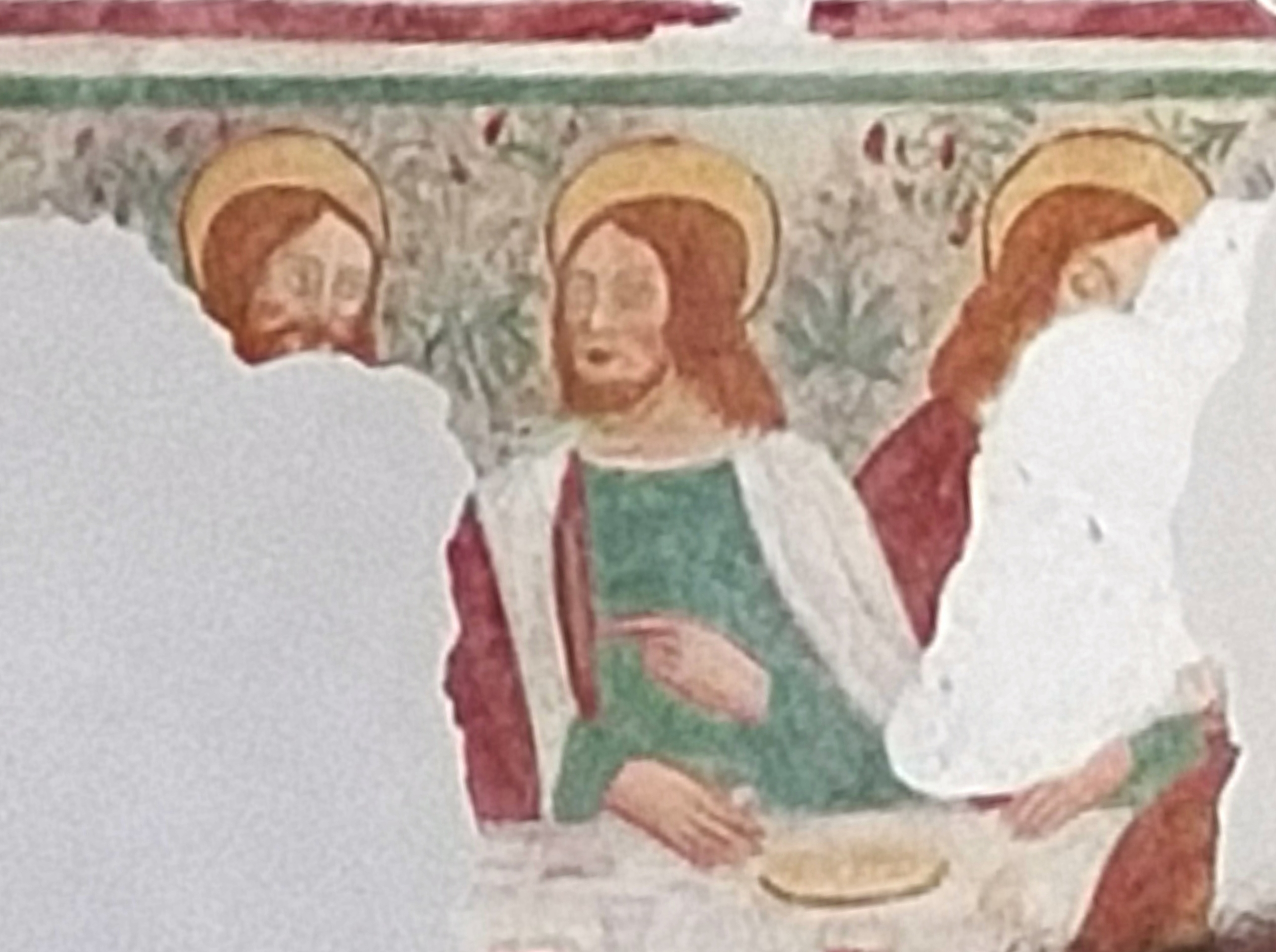
Affresco dell'ultima cena

In seguito avvenne una pesante trasformazione che portò alla realizzazione del terzo edificio, quello attuale. Le tre absidi vennero abbattute come anche la facciata che viene riedificata, fu demolita anche la volta della chiesa.
Alle pareti laterali furono apposte pareti divisorie precedute da colonne sovrastate da arcate ricavandone tre cappelle per lato.
Al di sopra delle arcate la chiesa fu sovralzata e in queste pareti furono aperte le finestre, riguardo agli affreschi si preferì ricoprirli con intonaco.
Questi importanti modifiche stravolsero gli equilibri statici dell'edificio, originarono problematiche che emersero in occasione del terremoto del 2012.
L'attuale struttura con le modifiche succitate risale alla metà del XVIII secolo.
Gli ultimi importanti restauri risalgono alla seconda metà del XX secolo.
Il terremoto del 25 gennaio 2012 l'ha resa inagibile, nel 2022 terminati gli interventi di ripristino della struttura è stata riaperta al culto.

## Descrizione
La chiesa si sviluppa su pianta rettangolare a navata unica, con l'ingresso rivolto a ovest e presbiterio absidato a est.

### Esterno

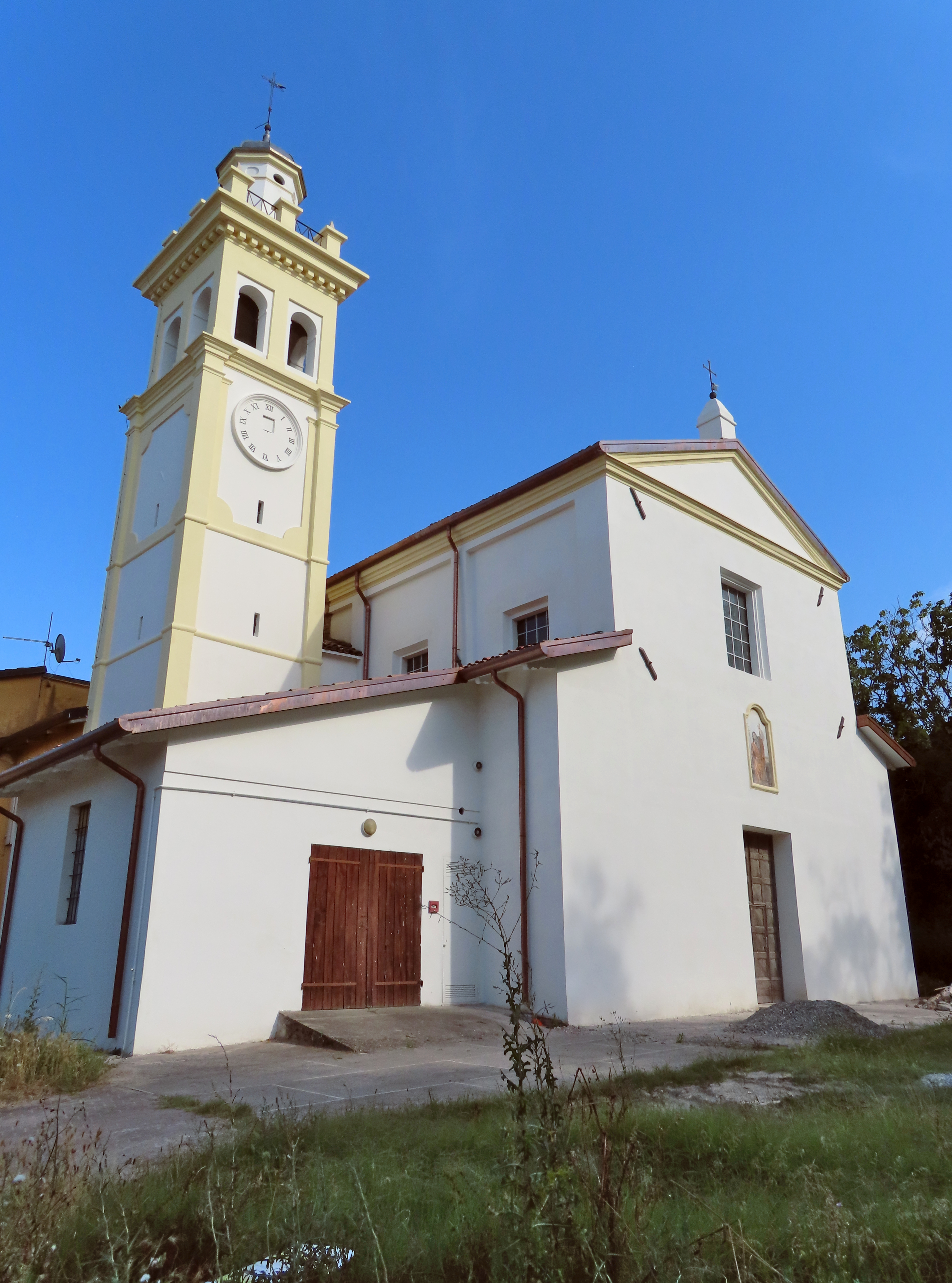
Facciata e lato nord

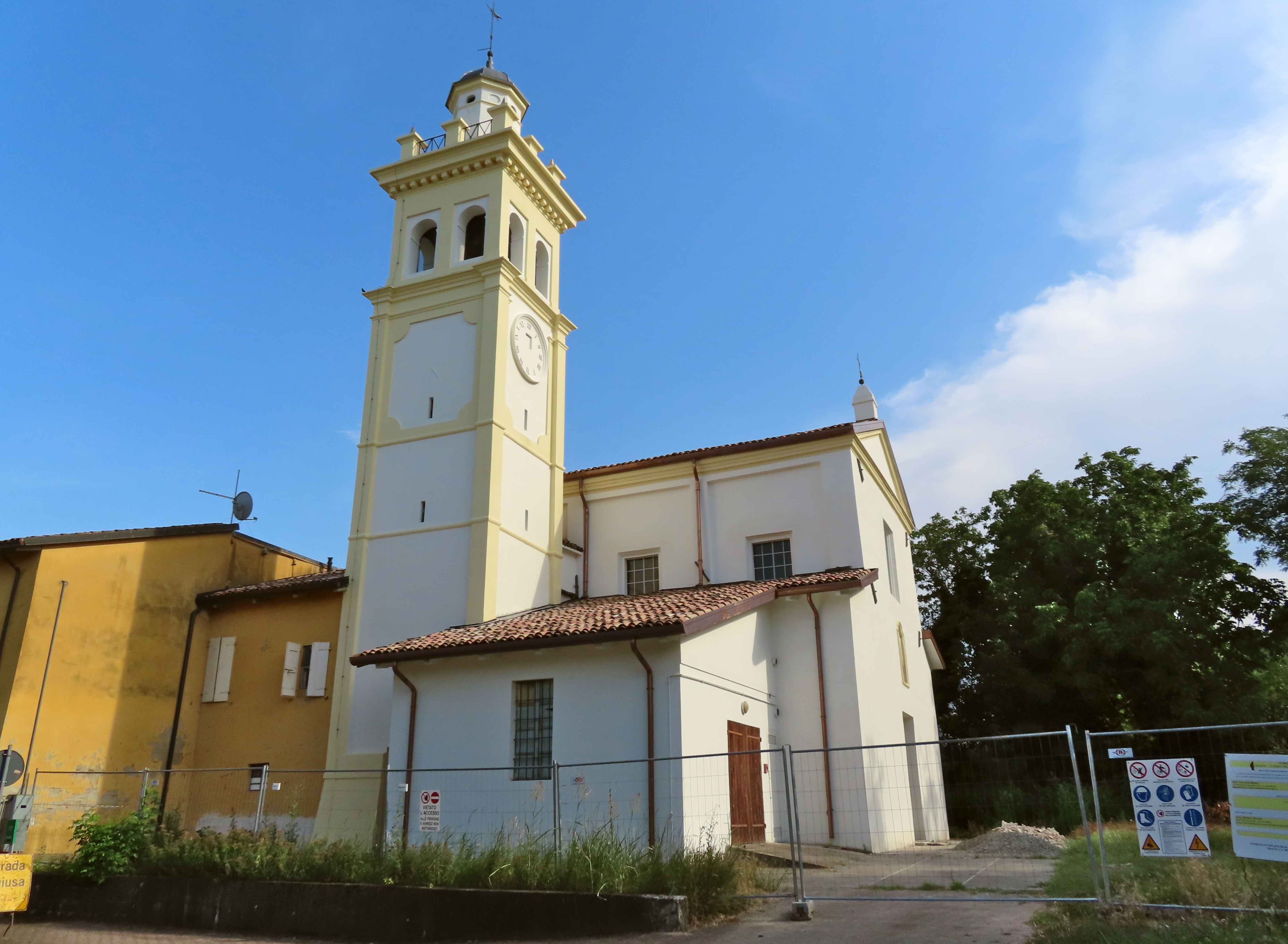
Facciata e lato nord

Presenta una simmetrica facciata a salienti realizzata in muratura intonacata, senza particolari arricchimenti architettonici che culmina in un frontone triangolare. Presenta un portone d’accesso sormontato da una finestra, entrambi privi di decorazioni. Tra portone e finestra, racchiuso da una cornice, si trova un affresco raffigurante Papa Silvestro I. Lateralmente nella sezione superiore sono presenti lesene equidistanti dalle tre finestre e sugli spigoli.

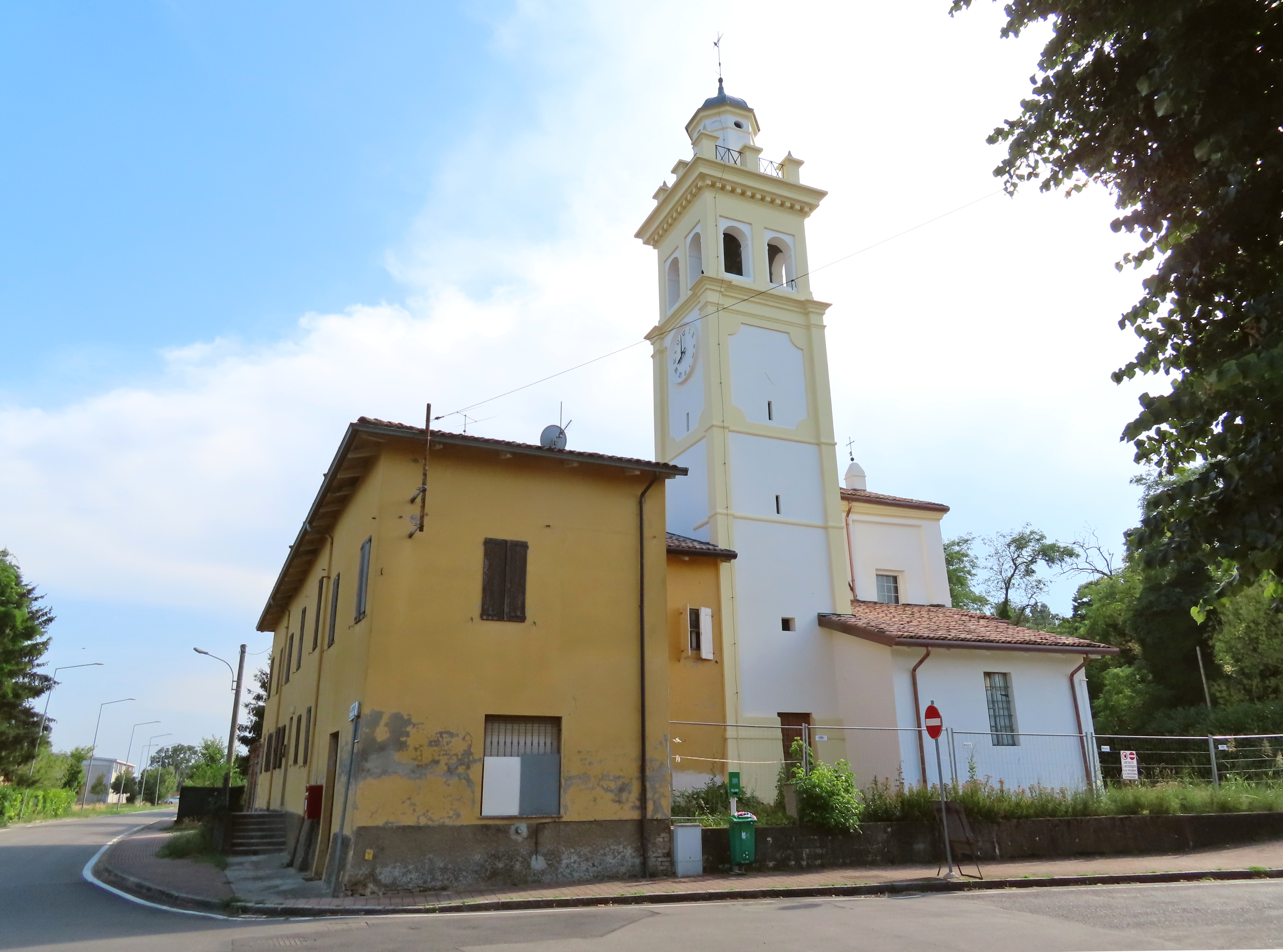
Retro e lato nord

Sulla sinistra della chiesa, in posizione arretrata rispetto alla facciata aggetta il campanile. La torre è delimitata sugli spigoli da lesene e si sviluppa su tre livelli suddivisi da fasce marcapiano. La cella campanaria si affaccia sui quattro lati per mezzo di bifore ed è sovrastata da una lanterna in laterizio a pianta ottagonale. La colorazione esterna attuale ricalca quella del periodo farnesiano.
La canonica è ubicata posteriormente alla chiesa.

### Interno
L'interno presenta una navata unica con presbiterio rialzato da un gradino e abside allungata a parete piatta. L'aula di forma rettangolare è delimitata da due file di pilastri che terminano in capitelli dorici. I pilastri sorreggono archisemicircolari da cui si aprono su ogni lato tre cappelle laterali.
Nelle cappelle a destra è possibile vedere elementi appartenenti alla chiesa preesistente. Nella prima è presente una monofora chiusa da una lastra di alabastro, nella seconda è visibile il portale di accesso laterale risalente al ‘400 e una porzione di affresco del medesimo periodo raffigurante San Sebastiano e un altro santo con mantello e libro. Altre porzioni di muro della prima chiesa sono presenti nella canonica.
La navata è chiusa da una volta lunettata.